# سوزان مولر
سوزان مولر (بالألمانية: Susann Müller) مواليد 26 مايو 1988 في زالفلد، ألمانيا الشرقية، هي لاعبة كرة يد ألمانية تلعب كظهير أيمن. مثلت منتخب ألمانيا لكرة اليد للسيدات. حققت المركز الثالث في بطولة العالم لكرة اليد للسيدات 2007.

## سجل المنافسة
شاركت في البطولات التالية:
- بطولة العالم لكرة اليد للسيدات 2013
- بطولة العالم لكرة اليد للسيدات 2015
- بطولة أوروبا لكرة اليد للسيدات 2014

## الإنجازات
- الدوري الألماني لكرة اليد للسيدات:
  - الفوز: 2009، 2010
- الدوري الدنماركي لكرة اليد للسيدات:
  - الفوز: 2012
- الدوري السلوفيني لكرة اليد:
  - الفوز: 2013
- بطولة العالم لكرة اليد للسيدات:
  - الميدالية البرونزية: 2007
- بطولة العالم لكرة اليد للسيدات ناشئين:
  - الفوز: 2008

## روابط خارجية
- سوزان مولر على موقع الاتحاد الأوروبي لكرة اليد (الإنجليزية)